# Per Damgaard Hansen
Per Damgaard Hansen (født 29. marts 1984) er filmproducer og partner i Paloma Productions. Han har produceret og co-produceret en række prisvindende kort- og spillefilm såsom Seven Boats, Vinterbrødre, Den Blå Orkidé og Palme d’or vinderen Triangle of Sadness.
Per Damgaard Hansen har været udvalgt Producer on The Move på Cannes Film Festival 2018 og er medlem af European Film Academy. 

## Uddannelse og karriere
Uddannet fra Københavns Universitet i 2007 med en Bachelorgrad i film- og medievidenskab. I 2009 blev Per Damgaard Hansen optaget på Producerlinjen på Den Danske Filmskole. Efter sin afgang på Den Danske Filmskole i 2013 etablerede han produktionsselskabet Masterplan Pictures. Selskabets første spillefilm, Hlynur Pálmasons "Vinterbrødre" (2017), havde verdenspremiere i hovedkonkurrencen på Locarno Festival, hvor den vandt prisen for bedste mandlige skuespiller (Elliott Crosset Hove). Filmen havde nordamerikansk premiere på Toronto International Film Festival og har vundet en række priser deriblandt 9 Robertpriser samt Bodilprisen for bedste danske film. I 2019 etablerede Per Damgaard Hansen produktionsselskabet Paloma Productions sammen med producer Julie Walenciak, hvor han siden har produceret og co-produceret en række prisvindene spillefilm deriblandt Triangle of Sadness.
Per Damgaard Hansen er medlem af bestyrelsen i Danmarks Filmakademi samt medlem af European Film Academy. 

## Filmografi
- Triangle of Sadness (2022)
- Den blå orkidé (2020)
- Vinterbrødre (2017)
- Et familieforetagende (2017)
- In the Dark Room (2016)
- Norskov 1 (2015)
- Seven Boats (2014)
- Sunes familie (1997)
- Kærlighed ved første hik (1999)

### Julekalendre
- Krummernes Jul (1996)
- Brødrene Mortensens Jul (1998)